# Pariserliv (pjäs)
Pariserliv är en svensk pjäs av Göran O Eriksson som hade urpremiär på Stockholms stadsteater 1975 och spelades därefter på en rad svenska teatrar, som Uppsala Stadsteater (1982) och Göteborgs stadsteater (1983). Pariserliv har även satts upp i Danmark. 
Pjäsen handlar om ett litet teatersällskap som repeterar Jacques Offenbachs operett Sköna Helena under Pariskommunens dagar 1871. Vid urpremiären på Stockholms stadsteater kreerade Jane Friedmann den kvinnliga huvudrollen Annie Palewska och hon hade vid sin sida flera av stadsteaterns främsta krafter som Frej Lindqvist, Olof Bergström, Chatarina Larsson, Per Myrberg och Meta Velander. 
Pariserliv direktsändes även i svensk TV den 12 december 1983. Direktsändningen, som var ett initiativ från regissören Peter Schildt, ingick som ett led i ett experiment för svensk TV-teater, att undersöka direktsänd TV-teaters möjligheter.
Vid teveutsändningen repriserade Friedmann och Lindqvist sina roller med en annars ny ensemble. Regissör för TV-uppsättningen 1983 var Peter Schildt, och dirigent och musikalisk ledare var Anders Berglund. I sexmannaorkestern ingick Nils Landgren (trombon), Johan Stengård (saxofon) och Urban Agnas (trumpet). 

## Rollbesättning
- Antoine Dimitrieff/Calchas - Frej Lindqvist
- Annie Palewska/Helena - Jane Friedmann
- René Bréac/Paris - Bertil Norström
- Betty Lemarchand/Afrodite - Moa Myrén
- Petit-Jean Lebrun/Menelaos - Stefan Ekman
- Josephine Lamarre/Parthenis - Brita Borg
- Yvette Druet/Laena - Anna-Lotta Larsson

## Recensioner
Recensenten Susanne Marko skrev i sin recension av Pariserliv för Dagens Nyheter (13 december 1983) bland annat att det syntes lång väg att direktsänd TV-teater var en framkomlig väg för att nå målet en levande TV-teater, samt att Pariserlivs ensemble firar triumfer, spelglädjen och lusten hos ensemblen är inte att ta miste på utan går tvärs igenom rutan. 